# Ponte Florentino Ávidos
A Ponte Florentino Ávidos é uma ponte fabricada em aço que foi construída na Alemanha e chegou ao Porto de Vitória em 1927 no Governo Florentino Ávidos e foi a primeira ligação da Ilha de Vitória ao Continente.
A grafia original do nome da ponte não tem acento gráfico no sobrenome Ávidos, como nos documentos escritos durante a vida de Florentino Ávidos. Todavia, o sobrenome é pronunciado com acento tônico no A, como o adjetivo ávidos, e alguns documentos optaram pela grafia Ávidos, a prática geral no Brasil para sobrenomes de pessoas mortas sendo adaptar a grafia às regras vigentes, que no caso determinam a aplicação do acento agudo no Á, sendo esse uso também válido para nomes próprios de logradouros.